# تیموتی کولودزیجچاک
تیموتی کولودزیجچاک (انگلیسی: Timothée Kolodziejczak؛ زادهٔ ۱ اکتبر ۱۹۹۱) بازیکن فوتبال اهل فرانسه است.
از باشگاه‌هایی که در آن بازی کرده‌است می‌توان به باشگاه فوتبال المپیک لیون، باشگاه فوتبال سویا، و باشگاه فوتبال نیس اشاره کرد.
وی همچنین در تیم‌های ملی فوتبال France national under-16 football team، زیر ۱۷ سال فرانسه، زیر ۱۸ سال فرانسه، زیر ۱۹ سال فرانسه، و زیر ۲۰ سال فرانسه بازی کرده‌است.